# Louis-Jacques Savary
Pour les articles homonymes, voir Savary.
Louis-Jacques Savary né le 5 mars 1755 à Pont-Audemer, mort le 8 janvier 1831 à Paris, est un homme politique de la Révolution française et du Consulat.

## Biographie
« Fils de Louis-Jacques Savary, avocat, et de Marie-Angélique-Rose Fossard », Louis-Jacques Savary fils étudia le droit et exerça, comme son père, la profession d'avocat. 
En septembre 1792, alors qu'il est commissaire national près le tribunal criminel de l'Eure et juge suppléant à la cour de cassation, Savary est élu député de son département, le dixième sur onze, à la Convention nationale. 
Il siège sur les bancs de la Gironde. Lors du procès de Louis XVI, il vote « la détention jusqu'à la paix, et la sanction de la Constitution, par le peuple » et se prononce en faveur de l'appel au peuple et du sursis. Il ne participe ni au scrutin sur la mise en accusation de Jean-Paul Marat, ni à celui sur le rétablissement de la Commission des Douze. Il signe la protestation contre les journées du 31 mai et du 2 juin 1793 et les arrestations de députés consécutives à l'insurrection. Lui et les autres protestataires sont décrétés d'arrestation par Amar au nom du Comité de Sûreté générale en octobre 1793. Ils sont libérés et réintégrés à leur poste en frimaire an III (décembre 1794). En thermidor an III (juillet 1795), Savary est élu secrétaire de la Convention aux côtés de Claude-Nicolas Leclerc et de Jean Angélique Lemoine-Devilleneuve sous la présidence de Louis-Marie de La Révellière-Lépeaux.
Il fut réélu, le 21 vendémiaire an IV, député au Conseil des Cinq-Cents par le département de l'Eure. En même temps, les départements des Bouches-du-Rhône et du Lot lui donnaient aussi la majorité.
Savary donna sa démission pour raison de santé le 14 brumaire suivant, mais il fut rappelé au même Conseil le 25 germinal an VII, par les mêmes électeurs, et son adhésion au coup d'État du 18 brumaire le fit entrer (4 nivôse an VIII) au Corps législatif, où il représenta le département de l'Eure jusqu'en 1802. 
Membre de la Légion d'honneur, Louis-Jacques Savary est également chancelier de la 14e cohorte.